# Jan van Leefdael (1465-1530)

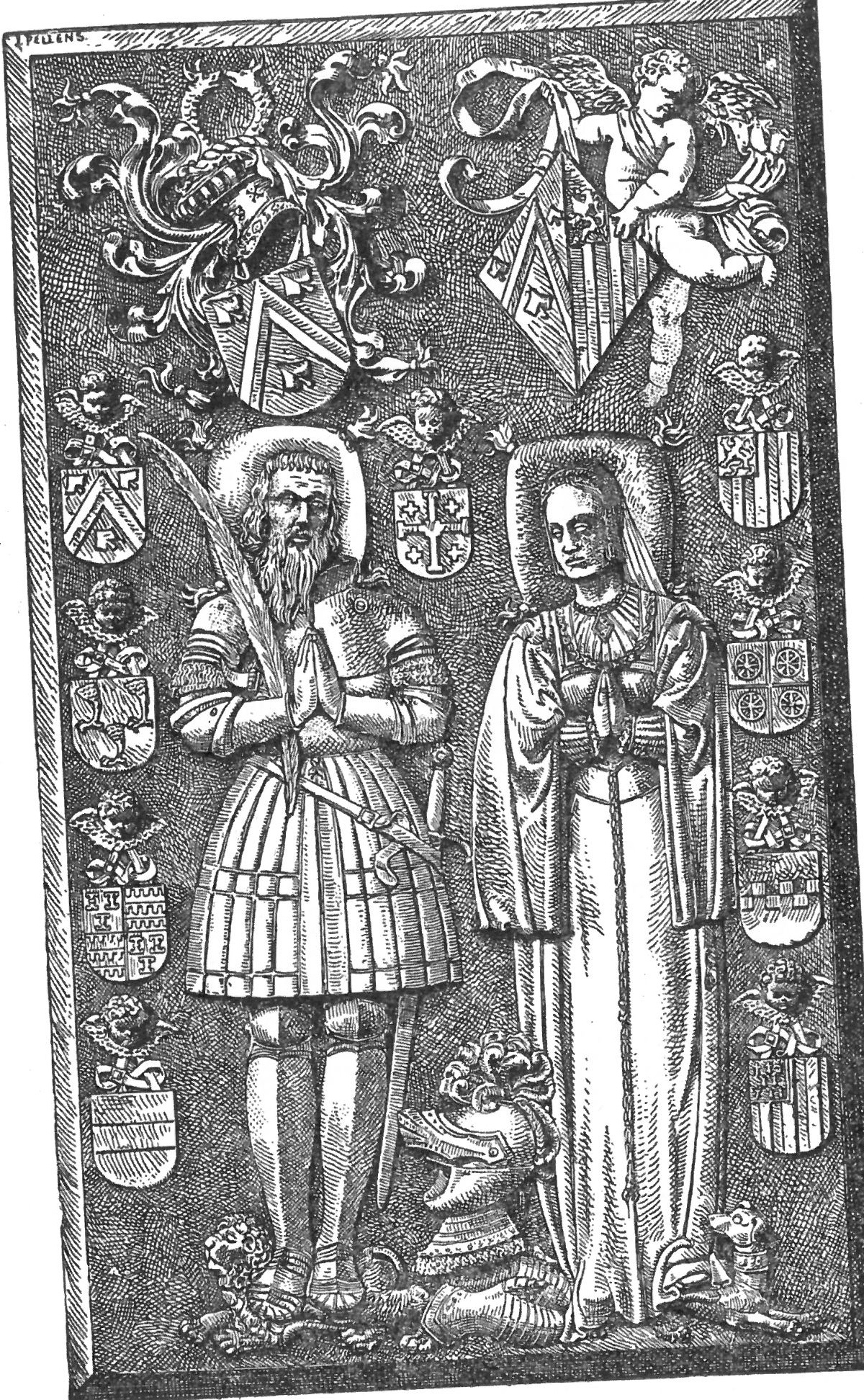
Grafzerk Jan van Leefdael en Cornelia van Ranst

Jan van Leefdael (circa 1465 - 20 juli 1530) was heer van Tielen, Etten (Noord-Brabant), Babyloniënbroek en Waalwijk en woonde in het kasteel van Tielen. Hij was de zoon van Lodewijk van Leefdael en Elisabeth Willems van Blyenborch de Wilde. Jan van Leefdael was tot ridder in de orde van het Heilige Graf van Jeruzalem geslagen door Hendrik hertog van Saxen, heer van Laer. Op zijn grafzerk (zie rechts) staat een middenwapen met één groot en vier kleine kruisjes van deze orde. Het koppel lag begraven in de kerk van Tielen (België) net voor het altaar. Op zijn begrafenis kreeg elke arme mens 1 stuiver en eten en drinken. Hij schonk ook 20 rijnsgulden aan het godshuis van Corsendonk (priorij).
Hij huwde op 5 maart 1484 met Cornelia van Ranst dochter van Filips van Ranst. 
Uit hun huwelijk kwamen deze afstammelingen:
- Filips van Leefdael (circa 1495-1568), latere heer van Tielen, Waalwijk, Etten en Meeuwen, huwde met Anna Arendr van Gavere.
- Jan van Leefdael (circa 1495-?)
- Lodewijk van Leefdael (circa 1495-?)
- Margrite van Leefdael (circa 1495-?)